# Dirección IP 0.0.0.0
La dirección IPv4 0.0.0.0  puede tener múltiples usos.

## Usos

### Significado y uso
La IANA, responsable de asignar direcciones IP globalmente, ha asignado la dirección IP única 0.0.0.0  a RFC 1122 sección 3.2.1.3. Se le denomina "This host on this network" en inglés.
RFC 1122 hace referencia a 0.0.0.0 usando la notación {0,0}. Prohíbiendolo como dirección de destino en IPv4 y solo permite su uso como dirección de origen en circunstancias específicas.
Un host puede usar 0.0.0.0 como su propia dirección IP cuando aún no se le ha asignado esta dirección, como cuando envía el paquete DHCPDISCOVER inicial al momento de usar DHCP .

### Usos específicos del sistema operativo
Algunos sistemas operativos han atribuido significados internos especiales a la dirección. Estos usos no dan como resultado paquetes IPv4 que contengan 0.0.0.0 y, por lo tanto, no se rigen por RFC 1122 .  Es posible que estos significados no sean coherentes entre los sistemas operativos.
Tanto en Windows como en Linux, al seleccionar cuál de las direcciones IP de un host se usara como IP de origen, un programa puede especificar INADDR_ANY ( 0.0.0.0 ).  
En Linux, un programa puede especificar 0.0.0.0 como dirección remota para conectarse al host actual (también conocido como localhost ). 

### Otros usos no estándar
Además del uso por parte de sistemas operativos internamente, a la dirección se le han atribuido otros usos.  
- Una metadirección no enrutable utilizada para designar un destino no válido, desconocido o no aplicable.
- La dirección que un host se asigna a sí mismo cuando falla la solicitud de dirección a través de DHCP, siempre que la pila de IP del host lo admita. Este uso ha sido reemplazado por el mecanismo APIPA en los sistemas operativos modernos.
- Una forma de especificar explícitamente que el objetivo no está disponible.
- Una forma de enrutar una solicitud a un objetivo inexistente en lugar del objetivo original. A menudo se utiliza con fines de bloqueo de anuncios. Esto puede entrar en conflicto con el comportamiento específico del sistema operativo. [7]

### Enrutamiento
En las tablas de enrutamiento, 0.0.0.0 también puede aparecer en la columna de la puerta de enlace. Esto indica que la puerta de enlace para llegar a la subred de destino correspondiente no está especificada. Generalmente, esto significa que no son necesarios saltos de enrutamiento intermedios porque el sistema está conectado directamente al destino. 
La notación CIDR 0.0.0.0 / 0 define un bloque de IP que contiene todas las direcciones IP. Es usada comúnmente en enrutamiento para representar la ruta predeterminada como una subred de destino. Coincide con todas las direcciones en el espacio de direcciones IPv4 y está presente en la mayoría de los hosts, dirigido hacia un enrutador local.

### En IPv6
En IPv6, esta dirección se representa mediante :: (un par de dos puntos), que es la notación corta de 0000:0000:0000:0000:0000:0000:0000:0000 .  La variante IPv6 tiene el mismo propósito que su contraparte IPv4.